# アエロフロート3519便墜落事故
アエロフロート3519便墜落事故（アエロフロート3519びんついらくじこ）は、1984年12月23日 に発生した航空事故である。クラスノヤルスク空港発イルクーツク国際空港行きだったアエロフロート3519便（ツポレフ Tu-154B-2）が飛行中に第3エンジンが故障し、火災を起こした。パイロットは緊急着陸を試みたが、機体は滑走路から3km地点に墜落した。乗員乗客111人中110人が死亡した。

## 事故機
事故機のツポレフ Tu-154B-2（CCCP-85338）は、1979年4月19日に製造され、10日後にソ連の民間航空局に引き渡された。3基のクズネツォフ NK-8-2Uを搭載しており、事故時の総飛行時間は8,955時間で、3,581サイクルを経験していた。

## 事故の経緯
3519便は、現地時間22時08分にクラスノヤルスク空港を離陸し、およそ879km離れたイルクーツク空港へ向かった。事故当時の天候は良く、視界も良好であった。機体は4,900フィート (1,500 m)まで正常に上昇し、管制官から18,700フィート (5,700 m)までの上昇を許可された。
22時10分49秒、高度6,690フィート (2,040 m)をおよそ260ノット (480 km/h)で飛行していた時に爆発音が鳴った。第3エンジンのコンプレッサー・ディスクが破壊され、回転数が急激に低下した。破損により、エンジン内の消火装置と配線、燃料パイプが損傷を受けた。エンジン内では火災が発生したが、コックピットでは複数の警報が作動したことにより、問題の特定が困難になった。また、非対称な推力により機体が右に旋回し始めた。これに対して、パイロット達は補助翼と方向舵を使って修正した。機体は2,150フィート (660 m)で水平飛行に移った。
航空機関士は第2エンジンの振動について機長に報告し、火災警報が作動した。機長はどのエンジンで火災が発生しているか判断できなかったため、第2エンジンを停止するように指示した。航空機関士は第2エンジンを停止させ、この時機長は管制官にエンジン火災を報告した。管制官は、空港へ引き返して着陸することを許可した。
エンジンの破裂から12秒後、機長は推力を対称にするために第1エンジンと第3エンジンをアイドルにするよう言った。しかし、航空機関士は正常な第2エンジンを誤って停止したことに気付き報告した。機長と航空機関士はエンジンの状態を確認し、第1エンジンが正常に動いており、第2エンジンがシャットオフされ、第3エンジンが火災を起こしていると判断した。航空機関士は第3エンジンの消火装置を作動させたが、燃料遮断弁を閉鎖することを失念していた。これにより、消火装置を作動させたにもかかわらず、火災は悪化していった。炎は機体尾部に燃え移り、補助動力装置や第2エンジンにまで延焼した。
機長と航空機関士は第2エンジンは停止していると認識していたが、実際にはアイドル状態で回転していた。しかし、火災により第2エンジンの制御装置は破壊されつつあった。航空機関士が第2エンジンの再起動手順を実行し始めた時、エンジンが突然離陸推力で回転し始めた。航空機関士はエンジンの始動を報告したが、機長はスロットルを動かしてもエンジンが反応しないことに気付いた。仕方なく、第2エンジンを停止するよう航空機関士に指示し、航空機関士は第2エンジンを停止させた。ところが、航空機関士はこの時も燃料遮断弁を閉鎖することを失念し、火災は急速に悪化した。パイロット達は、緊急着陸へ向けて機体を420キロメートル毎時 (230 kn)まで減速させ、高度175メートル (574 ft)まで降下した。
第3エンジンの破裂から4分半後、機体は右へ傾き始めた。パイロットは方向舵を使い機体を修正しようとしたが、機体は反応しなかった。この時、機体の油圧バルブに繋がる電線が火災の影響で短絡を起こし、油圧装置が全て使用不能となっていた。

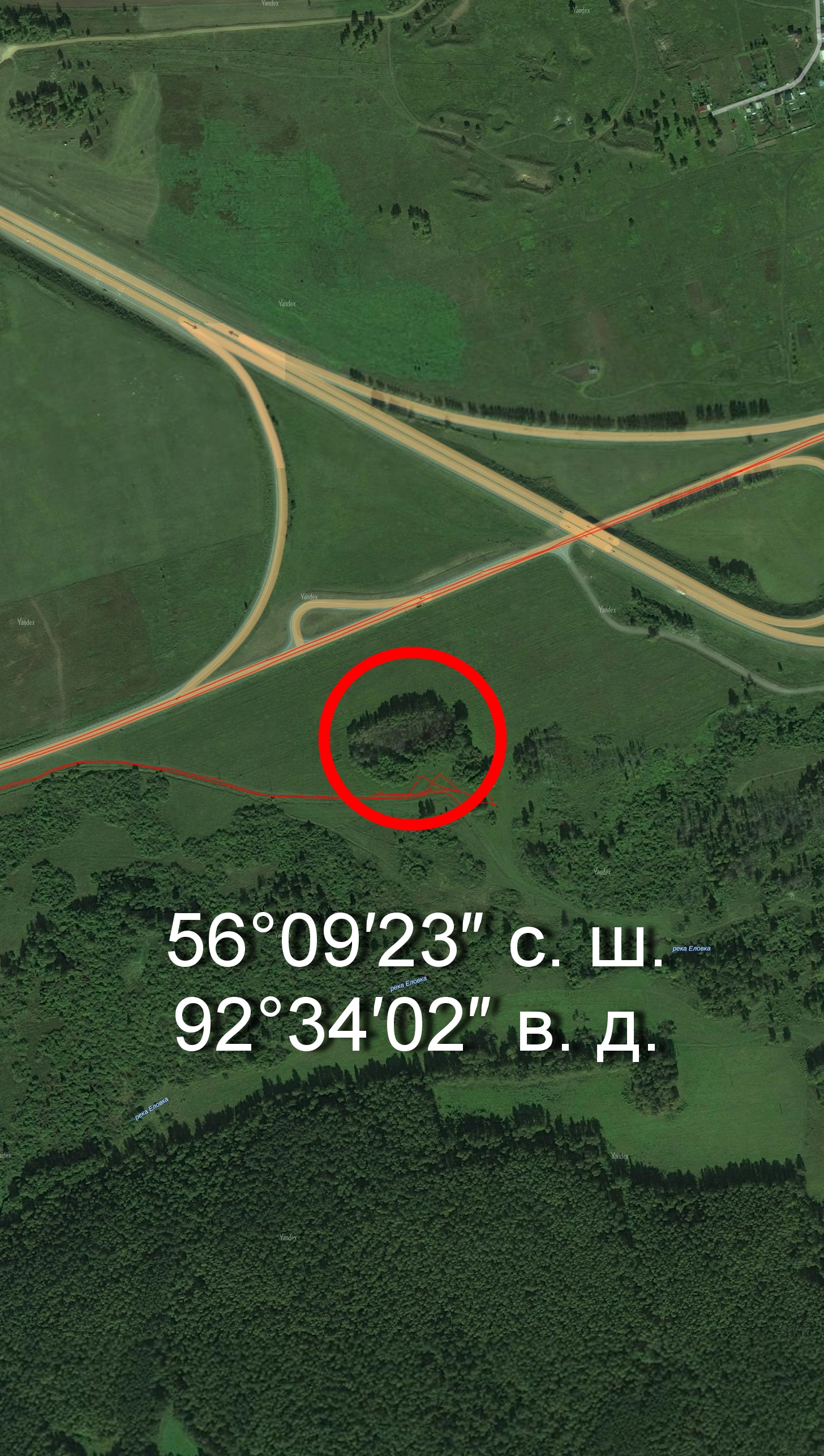
墜落地点

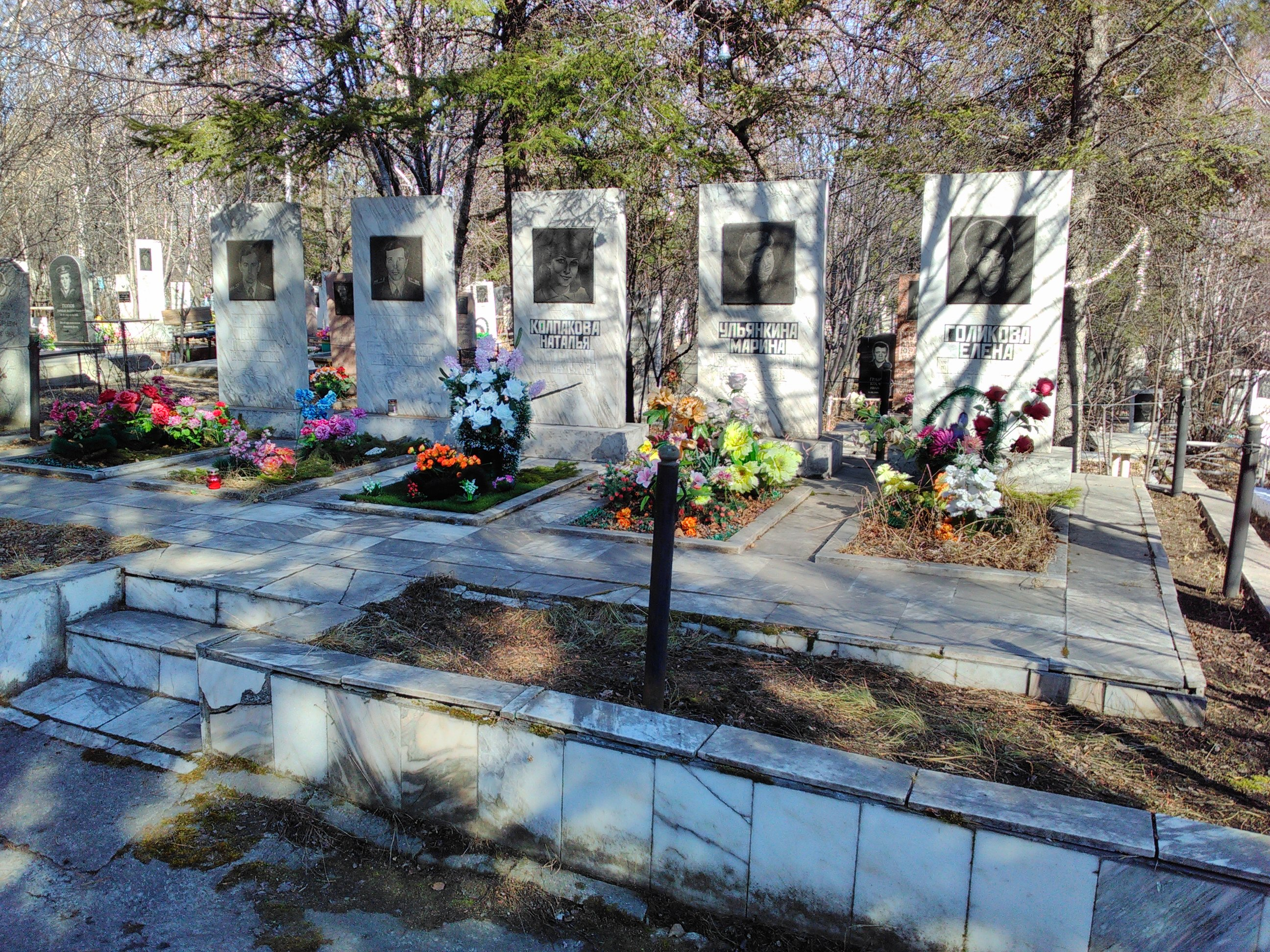
旧バダリク墓地の第16区画にある乗員の追悼碑

傾斜が増加したため、機長は第1エンジンを最大出力にしたが、機体は急速に降下した。22時15分、機体は右に50度近く傾いた状態で墜落した。墜落時の速度は425キロメートル毎時 (229 kn)で、墜落現場は滑走路から3,200メートル (10,500 ft)地点であった。衝撃により機体は完全に破壊され、火に包まれた。
乗客であった27歳の男性が墜落現場から救助された。彼は重傷を負っていたが、治療によって一命をとりとめた。しかし、他の搭乗者110人は全員が死亡した。

## 事故調査

### 第3エンジンの破裂
第3エンジンの破裂はファンディスクが疲労破壊を起こしたため発生した。これは、ディスクを製造する過程において窒素が混入し、ディスクの強度が低下したことが原因だった。機体の検査や点検方法が不適切だったため、疲労により生じた亀裂は見過ごされた。

### パイロットの行動
火災が発生している状況下において、航空機関士は燃料遮断弁を閉鎖することを失念した。これはマニュアルに反する行動であり、火災の拡大を促してしまった。しかし、複数のパイロットの協力の下、3519便で発生した状況を再現するシミュレーションをしたところ、全てのパイロットがミスを犯したため、この事故はパイロットのミスが原因になったとは言えないと結論付けられた。これは、事故機のパイロットは、人間の問題解決能力の限界を越える状況下におかれていたことを示していた。

### 事故原因
機体に致命的な状況が発生した原因は製造上の欠陥による第3エンジンの低圧ファンディスクの破壊だった。これにより、エンジンや燃料、電力、通信などの装置が損傷を受けた。また、航空機関士のミスにより火災は拡大し、機体尾部まで延焼したと考えられた。